# Jaworowy Grzbiet

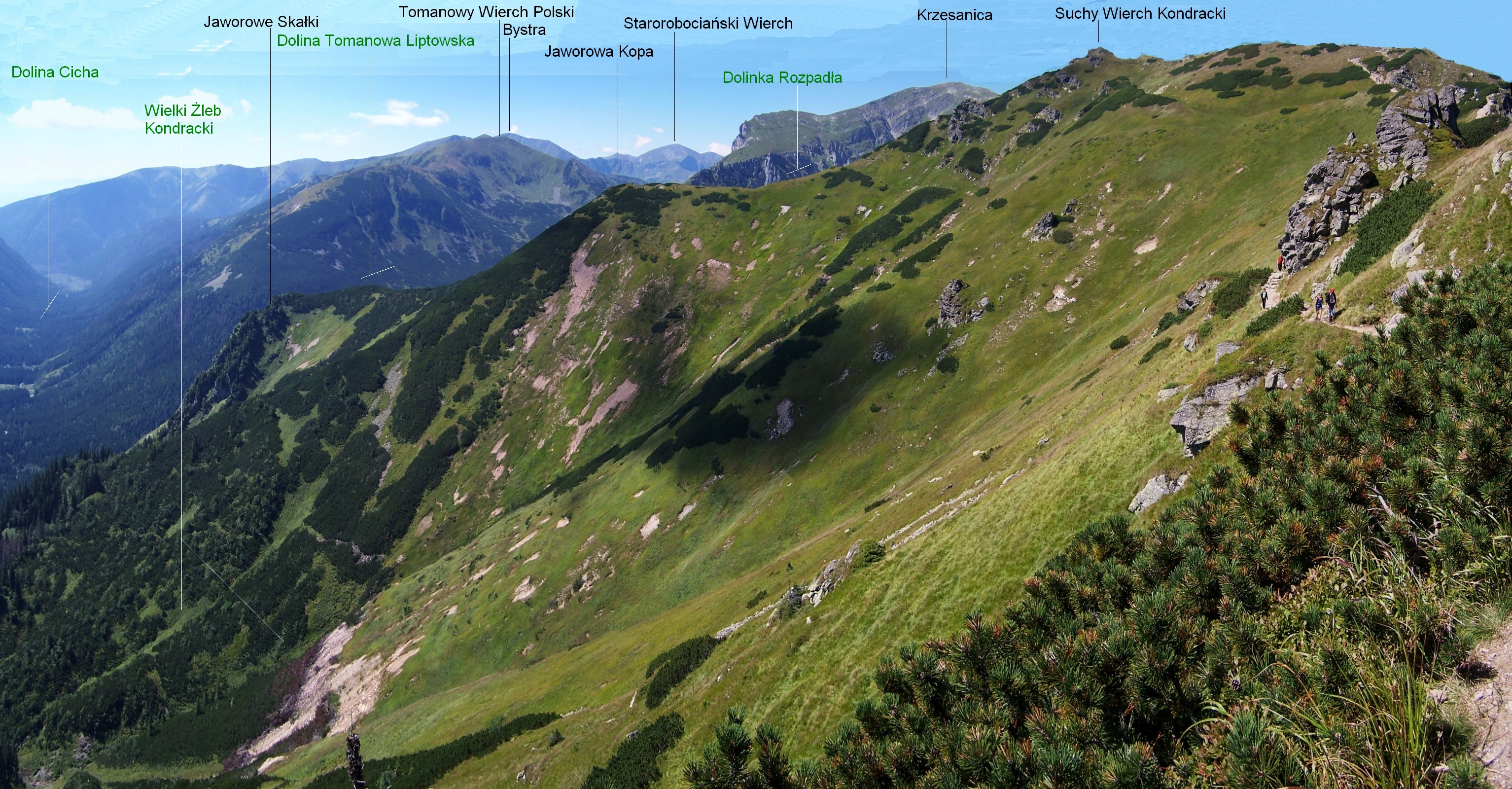
Widok z Suchych Czub

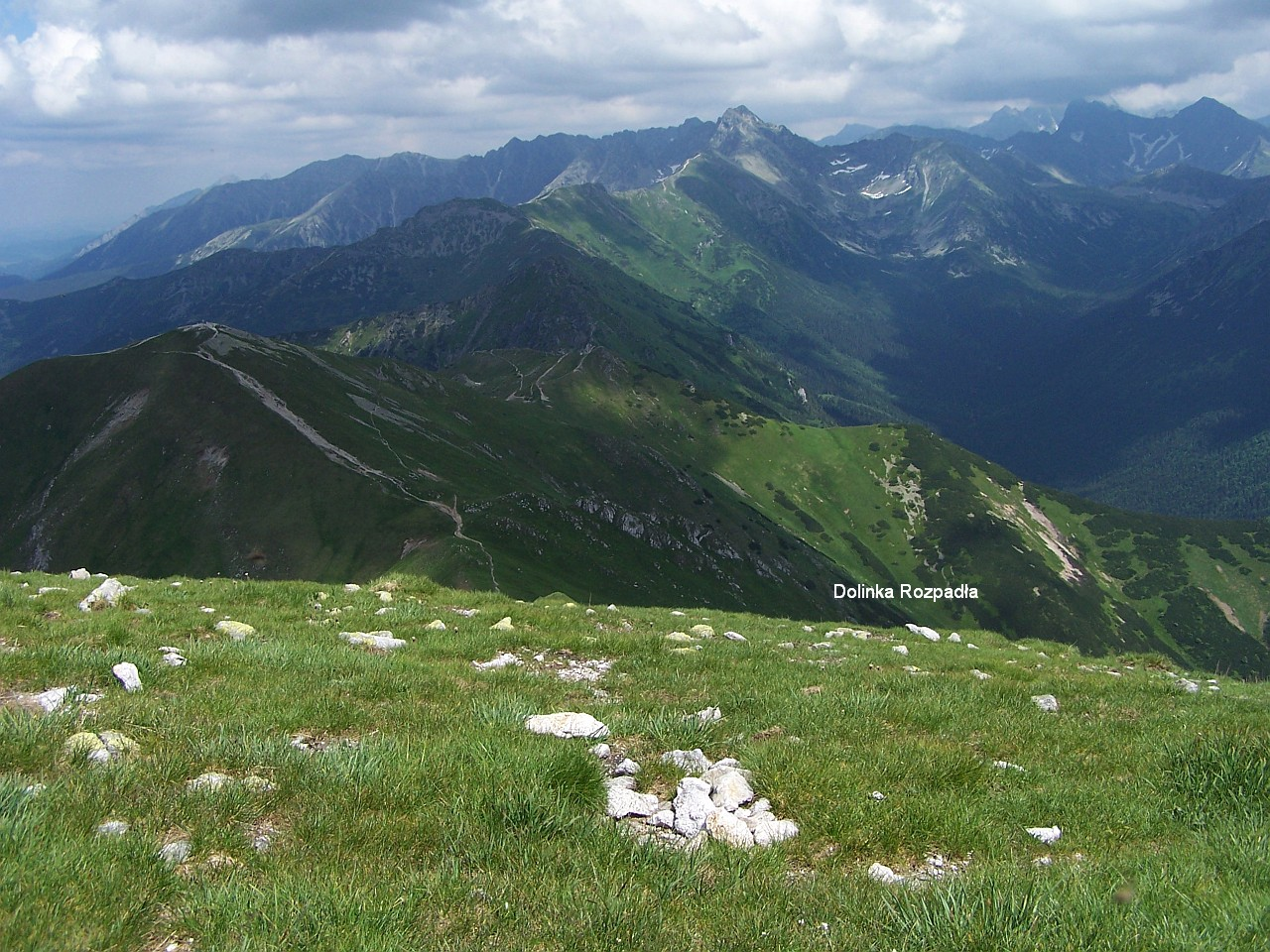
Widok z Małołączniaka

Jaworowy Grzbiet (słow. Javorový hrebeň) – krótka grań odchodząca na południe od Suchego Wierchu Kondrackiego (1890 m) w Tatrach Zachodnich. Na mapach jej nazwa zwykle nie jest tłumaczona na język polski, lecz podpisywana jest po słowacku. Grań ta opada do Doliny Cichej powyżej Polany pod Jaworem. W kierunku od góry na dół, czyli z północy na południe, kolejno wyróżnia się w niej:
- Wyżnie Jaworowe Siodło (ok. 1788 m),
- Jaworowa Kopa (Javorová kopa, Javorové bralo, Javorové brdo, 1791 m). Inne polskie nazwy: Jaworowy Kopiec, Jaworowe Brdo,
- Niżnie Jaworowe Siodło (ok. 1652 m),
- Jaworowe Skałki (Štrky, 1657 m). Inne polskie nazwy: Turnia nad Jaworem, Jawor.

Nazwę przełączek oraz Jaworowe Brdo wprowadził do literatury Władysław Cywiński.
Jaworowy Grzbiet stanowi wschodnie obramowanie Dolinki Rozpadłej w górnej części i Jaworowego Żlebu w dolnej części. Wschodnie stoki Jaworowego Grzbietu opadają do Wielkiego Żlebu Kondrackiego. Grzbiet jest częściowo zarośnięty kosodrzewiną, częściowo piarżysty, a częściowo trawiasty. Wschodnie i zachodnie stoki strome, a ich podnóża to prawdziwie polawinowy krajobraz. Olbrzymie lawiny schodzące po obu stronach Jaworowego Grzbietu wyrywają darń i powodują, że koryto żlebów wyszlifowane jest do gołej skały, a lasy u podnóża zniszczone.
Jaworowym Grzbietem nie prowadzi żaden znakowany szlak turystyczny. Dla taterników ma on jednak duże znaczenie. W zimie prowadzi nim jedyna w tej okolicy bezpieczna droga (tzn. bez zagrożenia lawinowego) z Doliny Cichej na główną grań.